# Tour de Marmara
El Tour de Marmara  (oficialmente: Tour of Marmara) fue una carrera ciclista profesional por etapas que se disputaba en la región del Mármara (Turquía). 
Se disputó en 2010 y 2011 formando parte del UCI Europe Tour, dentro de la categoría 2.2 (última categoría del profesionalismo).
Siempre tuvo 4 etapas, todas ellas con la misma salida y meta aunque con diferente kilometraje. Empezando en Şile y acabando en Kocaeli.

## Palmarés
| Año  | Ganador             | Segundo      | Tercero       |
| ---- | ------------------- | ------------ | ------------- |
| 2010 | Kemal Küçükbay      | Mert Mutlu   | Adil Kurkut   |
| 2011 | Ali Rıza Tanrıverdi | Omar Hasanin | Nazim Bakırcı |

## Palmarés por países
| País    | Victorias |
| ------- | --------- |
| Turquía | 2         |